# آلکانین
آلکانین (به انگلیسی: Alkannin) با فرمول شیمیایی C
16H
16O
5 یک ترکیب شیمیایی با شناسه پاب‌کم 72521 است. که جرم مولی آن ۲۸۸.۲۹ g/mol می‌باشد. شکل ظاهری این ترکیب، بلور قرمز-قهوه‌ای است. آلکانین یک رنگ طبیعی است که از عصاره گیاهان خانواده گل‌گاوزبان (Alkanna tinctoria) که در جنوب فرانسه یافت می‌شود بدست می‌آید. این رنگ به عنوان رنگ‌های خوراکی و در لوازم آرایشی استفاده می‌شود. از این ماده به عنوان افزودنی‌های غذایی قهوه‌ای قرمز در مناطقی مانند استرالیا استفاده می‌شود. آلکانین در محیط چرب یا روغنی به رنگ قرمز تیره و در یک قلیایی بنفش است.